# Charing Cross Road
Charing Cross Road es una calle situada en el centro de Londres que discurre desde St Martin-in-the-Fields hasta St Giles Circus (la intersección con Oxford Street) y entonces pasa a llamarse Tottenham Court Road. Se llama así porque conduce a la Estación de Charing Cross, que lleva el nombre del cercano Charing Cross.

## Historia
Charing Cross Road fue construida, junto con Shaftesbury Avenue, por el Metropolitan Board of Works bajo una Act of Parliament (ley ordinaria) de 1877 con un coste de 778 238 libras. Estas dos calles, junto con otras como Thames Embankment, Northumberland Avenue, Kingsway y Aldwych, se construyeron para mejorar el movimiento del tráfico a través del centro de Londres. Incorporaba las rutas de varias calles más antiguas.

## Librerías

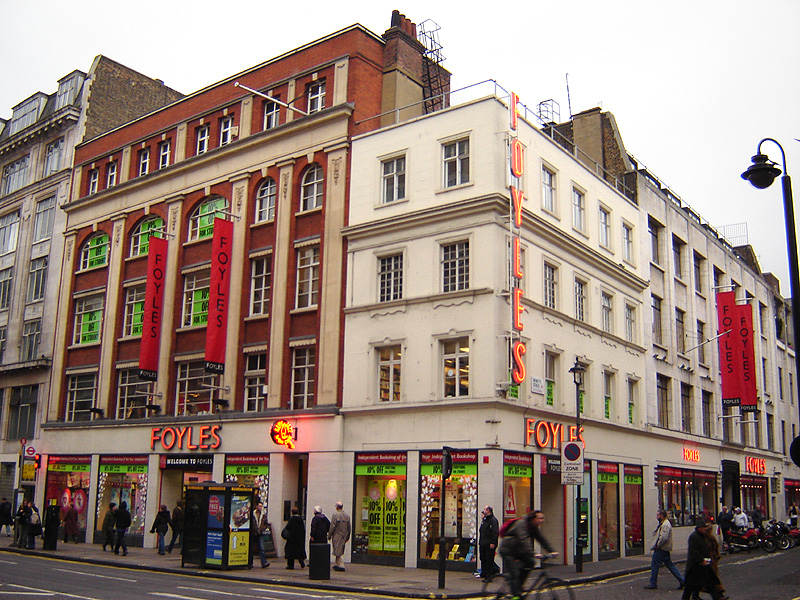
La venerable librería Foyles en el lado oeste de Charing Cross Road.

Charing Cross Road es conocida por sus librerías especializadas y de segunda mano. La sección entre la estación de metro de Leicester Square y Cambridge Circus contiene librerías especializadas, así como tiendas de segunda mano y anticuarios más generales como Quinto Bookshop, Henry Pordes y Any Amount of Books. La mayor parte de estas tiendas se sitúan en la planta baja de una manzana propiedad de una asociación para la vivienda, que en 2001 decidió elevar bruscamente las tasas de alquiler para acercarlas al nivel del mercado. Los vendedores de libros se opusieron, pensando que estaban ofreciendo un servicio valioso y contribuyendo al carácter de la zona, y que por tanto no deberían de ser tratados de esta manera por una organización sin ánimo de lucro. El contraargumento de la asociación fue que si los libreros no pagaban un alquiler de mercado entonces estaban siendo subvencionados por sus arrendatarios. Los libreros consiguieron un considerable apoyo del público y finalmente se realizó un aumento reducido de los alquileres. No obstante, algunas librerías tuvieron que cerrar, incluida Silver Moon, la librería femenina más grande de Europa, que pasó a ser parte de Foyles. Más recientemente han cerrado otras tiendas, Zwemmers Art Bookshop, Shipley, the Art Bookshop en diciembre de 2008 y Murder One en 2009. En el contiguo Cecil Court se pueden encontrar librerías más pequeñas de segunda mano y anticuarios especializados.
La sección norte de la calle entre Cambridge Circus y Oxford Street contiene librerías más generalistas como la venerable Foyles y Blackwell's. Una correspondencia de larga duración entre la escritora Helene Hanff, afincada en Nueva York, y los empleados de una librería de la calle, Marks & Co., sirvió de inspiración para el libro 84 Charing Cross Road (1970). Este libro se adaptó en una película de 1987 protagonizada por Anne Bancroft y Anthony Hopkins y también en una serie y una radionovela de la BBC. En realidad, el 84 Charing Cross Road, situado justo al norte de Cambridge Circus, no ha sido una librería desde hace muchos años; su planta baja contiene actualmente un restaurante (al que se entra a la vuelta de la esquina, en Cambridge Circus), pero las plantas superiores del edificio continúan igual que cuando se construyó originalmente. Hay una pequeña placa de latón, observada por Hanff en su libro «Q's Legacy», en la pilastra de piedra que da a Charing Cross Road.

## Lugares de interés
Aquí se situaba la sala de conciertos Astoria hasta que cerró en 2009, así como las tiendas de música de Denmark Street (conocida como la Tin Pan Alley del Reino Unido). También hay algunos teatros en los alrededores, como el Phoenix Theatre, que tiene su entrada por la adyacente Phoenix Street. En la sección sur hay otros dos teatros, el Garrick y el Wyndham. Por último, en el lugar en el que Charing Cross Road se ensancha para convertirse en Cambridge Circus se sitúa el Princess Theatre.
En mitad de Charing Cross, en su intersección con Old Compton Street, se puede encontrar una curiosidad local. Debajo de la reja de la mediana situada en mitad de la calle se pueden ver los antiguos letreros de la ahora desaparecida Little Compton Street. Esta calle unía antiguamente Old Compton Street con New Compton Street.
En el lado este del extremo sur de la calle, en la intersección con St Martins Lane, hay una estatua de Edith Cavell. Hacia el extremo norte está el Phoenix Garden, un jardín medioambiental gestionado por residentes locales.
En los libros de Harry Potter, el pub El Caldero Chorreante (The Leaky Cauldron) se sitúa en Charing Cross Road.